# No Minor Vices
No Minor Vices is een Amerikaanse filmkomedie uit 1948 onder regie van Lewis Milestone.

## Verhaal
Een tandarts en zijn vrouw krijgen er spijt van dat ze zich inlieten met een jonge kunstenaar. Hij is namelijk bezig zowel hun praktijk als hun huwelijk naar de bliksem te helpen.

## Rolverdeling
| Acteur         | Personage            |
| -------------- | -------------------- |
| Dana Andrews   | Perry Ashwell        |
| Lilli Palmer   | April Ashwell        |
| Louis Jourdan  | Octavio Quaglini     |
| Jane Wyatt     | Juffrouw Darlington  |
| Norman Lloyd   | Dr. Sturdivant       |
| Bernard Gorcey | Mijnheer Zitzfleisch |
| Roy Roberts    | Mijnheer Felton      |
| Fay Baker      | Mevrouw Felton       |
| Sharon McManus | Gloria Felton        |
| Ann Doran      | Mevrouw Faraday      |
| Beau Bridges   | Bertram              |
| Frank Kreig    | Taxichauffeur        |
| Kay Williams   | Receptioniste        |
| Robert Hyatt   | Genie                |